# Diploperla duplicata
Diploperla duplicata és una espècie d'insecte plecòpter pertanyent a la família dels perlòdids.

## Hàbitat
En el seu estadi immadur és aquàtic i viu a l'aigua dolça, mentre que com a adult és terrestre i volador.

## Distribució geogràfica
Es troba a Nord-amèrica: els Estats Units (Alabama, Delaware, Geòrgia, Maryland, Mississipi, Carolina del Nord, Pennsilvània, Carolina del Sud, Tennessee, Virgínia i Virgínia Occidental).